# Żołudzk
Żołudzk (ukr. Жолудськ) – przystanek kolejowy w miejscowości Żołudzk Mały, w rejonie waraskim, w obwodzie rówieńskim, na Ukrainie. Położony jest na linii Sarny – Kowel.